# Gerrie Mühren
Gerardus Dominicus Hyacinthus Maria Mühren (Volendam, 2 febbraio 1946 – Volendam, 19 settembre 2013) è stato un calciatore olandese, di ruolo centrocampista.

## Biografia
Molto dotato tecnicamente,"Gerrie" Mühren è stato un centrocampista del grande Ajax.
È anche noto per aver "rubato" il numero 9 di Johan Cruijff mentre questi si stava riprendendo da un infortunio: quando tornò in campo gli lasciò il 9 per quello che diventerà il suo numero fetish, il mitico 14. Secondo Mühren, invece, la versione è un'altra: prima di una partita di campionato col PSV non si trovava la sua maglietta e così Cruijff gli cedette la sua, prendendosi il 14.
Autore di uno dei goal più belli nella storia della Coppa dei Campioni, il raddoppio con tiro di destro al volo da 25 metri nel quarto di finale contro il Bayern, è famoso anche per l'episodio di un suo palleggio insistito durante la semifinale di Coppa Campioni del 1973 vinta 1-0 al Bernabeu contro il Real Madrid: "Fu il momento in cui Ajax e Real Madrid si scambiarono i ruoli. – disse più tardi Mühren - Prima di allora c'era il grande Real Madrid e il piccolo Ajax. Quando mi videro palleggiare in quel modo, gli equilibri cambiarono”.  Mühren fu anche l'autore del gol vittoria dell'Ajax.
Il fratello minore Arnold Mühren è stato a sua volta calciatore professionista.

## Carriera
Fece parte del grande Ajax capace di vincere tre Coppe dei Campioni di fila (1971, 1972, 1973), oltre a tre campionati olandesi (1970, 1972, 1973), tre Coppe d'Olanda (1970, 1971, 1972), una Supercoppa Europea (1973) e una Coppa Intercontinentale (1972). Si trasferì poi in Spagna al Betis Siviglia, dove rimase per due stagioni vincendo una Copa del Rey (1977), per poi concludere la carriera nella nativa Volendam.

## Palmarès

### Club

#### Competizioni nazionali
- Campionato olandese: 3

Ajax: 1969-1970, 1971-1972, 1972-1973
- Coppa dei Paesi Bassi: 3

Ajax: 1969-1970, 1970-1971, 1971-1972
- Coppa di Spagna: 1

Betis: 1976-1977
- Eerste Divisie: 1

Volendam: 1966-1967

#### Competizioni internazionali
- Coppa dei Campioni: 3

Ajax: 1970-1971, 1971-1972, 1972-1973
- Supercoppa UEFA: 1

Ajax: 1973
- Coppa Intercontinentale: 1

Ajax: 1972